# Éva Kiss-Bitay
Éva Kiss-Bitay (n. 20 mai 1928, Bistrița, România – d. 21 august 2017, Cluj-Napoca, România) a fost o biologă română de etnie maghiară. A fost soția biochimistului István Kiss.

## Biografie
Éva Kiss-Bitay a absolvit liceul în 1949 la Colegiului Național Bethlen din Aiud. Următorii patru ani i-a petrecut studiind la Universitatea Bolyai din Cluj, unde a devenit licențiată în biologie cu teza Efectul stimulanților și inhibitorilor corticali asupra formării anticorpilor. A predat în mai multe școli din Cehu Silvaniei și Cluj, unde a fost și director de școală, până a ieșit la pensie.
Éva Kiss-Bitay a scris și editat mai multe cărți, volume și articole științifice și de ziar, care au fost publicate în România. De asemenea, a tradus cărți din limba română în maghiară.